# 146 v.Chr.
146 v.Chr. is een jaartal volgens de christelijke jaartelling.

## Gebeurtenissen

### Italië
- Einde van de Derde Punische Oorlog, het Romeinse leger onder Publius Cornelius Scipio Aemilianus Africanus vernietigt Carthago. Na felle straatgevechten wordt de bevolking bij de Akropolis van Byrsa grotendeels uitgemoord, 50.000 overlevenden worden als slaaf verkocht. De stad wordt met de grond gelijk gemaakt.
- Rome wordt een wereldmacht, Carthago vervalt na 700 jaar beschaving in ruïnes en wordt als Romeinse provincie, genaamd Africa, ingelijfd bij de Romeinse Republiek.

### Griekenland
- De Romeinse provincie Macedonië wordt gesticht, nadat de Romeinse generaal Quintus Caecilius Metellus in 148 v.Chr. Andriscus van Macedonië heeft verslagen. Macedonië ontstaat door de samenvoeging van Epirus Vetus, Thessalië en delen van Illyrië en Thracië.
- De Romeinen beginnen in Illyrië met de aanleg van de Via Egnatia, de weg verbindt de steden Dyrrhachium door de Romeinse provincies Macedonië en Thracië, met Thessaloniki in Centraal-Macedonië. De heerweg wordt voornamelijk voor de handel en verplaatsing van legioenen naar strategische steunpunten gebruikt.
- De Achaeïsche Bond wordt ontbonden, het Romeinse leger onder Lucius Mummius Achaicus verwoest Korinthe. Alle mannelijke inwoners worden gedood, vrouwen en kinderen worden op de slavenmarkt verkocht. Mummius geeft opdracht om in de stad de standbeelden en kunstschatten af te voeren naar Rome.
- Heel Griekenland wordt onderdeel van het Romeinse Rijk.

### Europa
- Koning Redechius (146 - 141 v.Chr.) volgt zijn vader Redon op als heerser van Brittannië.